# Dúnchad mac Fiachnai
Dúnchad mac Fiachnai (mort vers 644) est un roi
d'Ulaid issu de la dynastie Dal Fiatach, fils de Fiachnae mac Demmáin (mort en 627), un précédent roi. Il règne de 637 jusque vers 644.

## Biographie
Le Dal Fiatach reprend le contrôle de la souveraineté sur l'Ulaid après la Bataille de Magh Rath en 637 et la conserve jusqu'en 674. La faide familiale est constante parmi les membres de la dynastie à cette époque. La mère de Dúnchad est Cumne Dub ingen Furudráin issue des Uí Tuirtri, l'un des sous royaumes de l'Airgíalla à l'ouest du Lough Neagh, dans l'actuel comté de Tyrone. Elle avait été antérieurement l'épouse du grand-oncle paternel de Dúnchad, Báetán mac Cairill (mort en 581), avec qui elle avait eu des enfants. Ces enfants sont éliminés par le frère aîné germain de Dúnchad, Máel Dúin mac Fiachnai, en 605. Toutefois, l'ambition de Máel Dúin est déçue car il est assassiné par Dúnchad à Óenach Deiscirt Maige, probablement dans le sud Muirthemne dans l'actuel comté de Louth. 
Dúnchad, d'une épouse inconnue, laisse un fils, Congal Cennfota mac Dúnchada (mort en 674), qui sera également roi d'Ulaid.